# Aéroport de Dekese
L’aéroport de Dekese (ICAO : FZVT) est un aéroport civil de République démocratique du Congo desservant la localité de Dekese, chef-lieu de la province de Mai-Ndombe depuis le démembrement de la province du Kasaï-Occidental en 2015, en .

## Situation en RDC
| Bandundu Basango Mboliasa Bunia Gbadolite Gemena Goma Ilebo Kalemie Kananga Kikwit Kindu Kinshasa-Ndjili Kinshasa-N'Dolo Kisangani Kolwezi Lodja Lubumbashi Matari Matadi Mbandaka Mbuji Mayi Nioki Tshikapa Tshumbe |